# Stein am Rhein
Stein am Rhein is een gemeente en plaats in het Zwitserse kanton Schaffhausen.
Stein am Rhein telt ca. 3400 inwoners (2016) en heeft een historisch centrum, waar van veel huizen de gevels beschilderd zijn. De Bodensee gaat hier over in de Rijn.
Het wapen van Stein am Rhein bevat een lintworm.

## Galerij

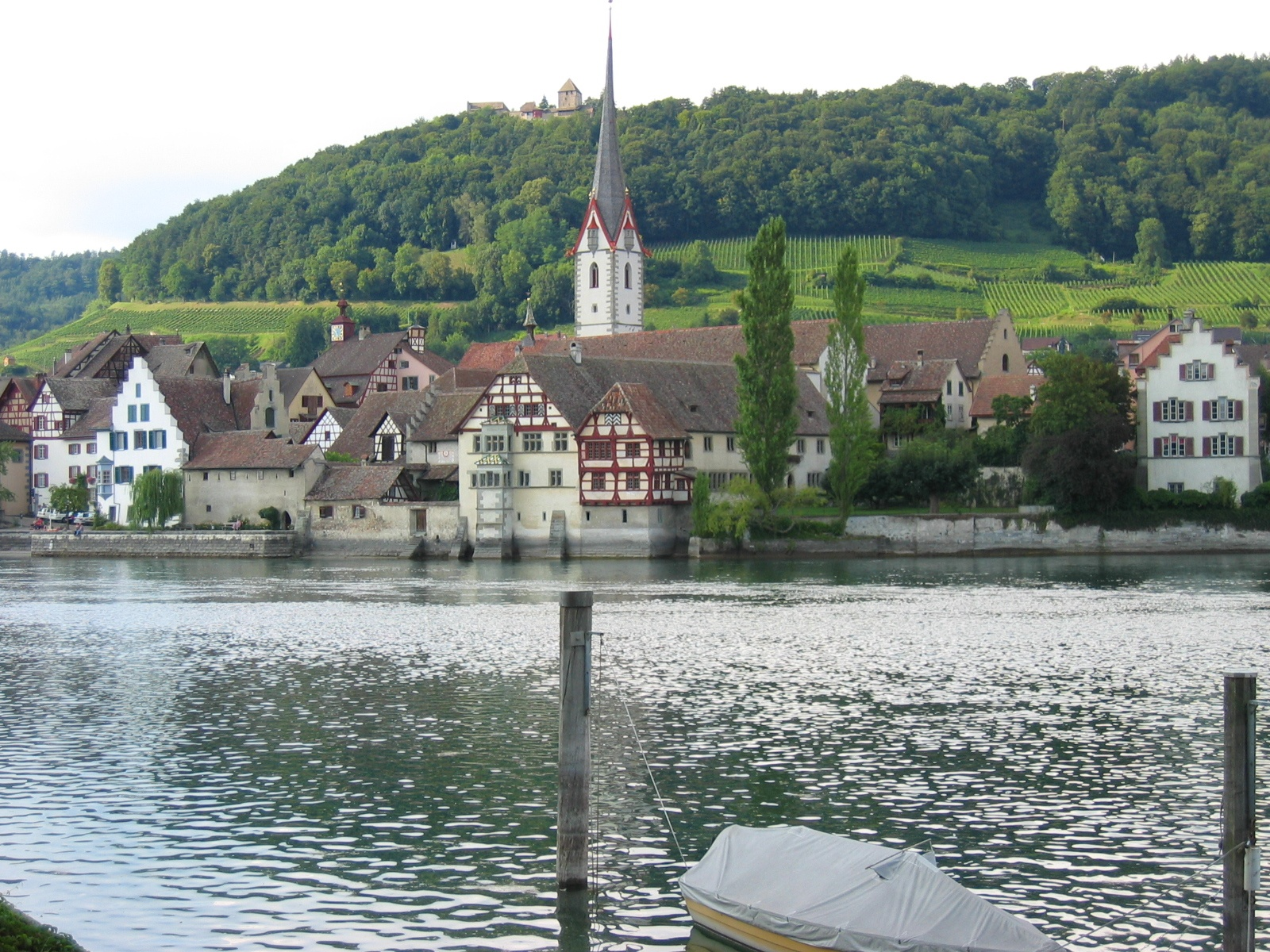
De Sint-Georges met gedraaide toren
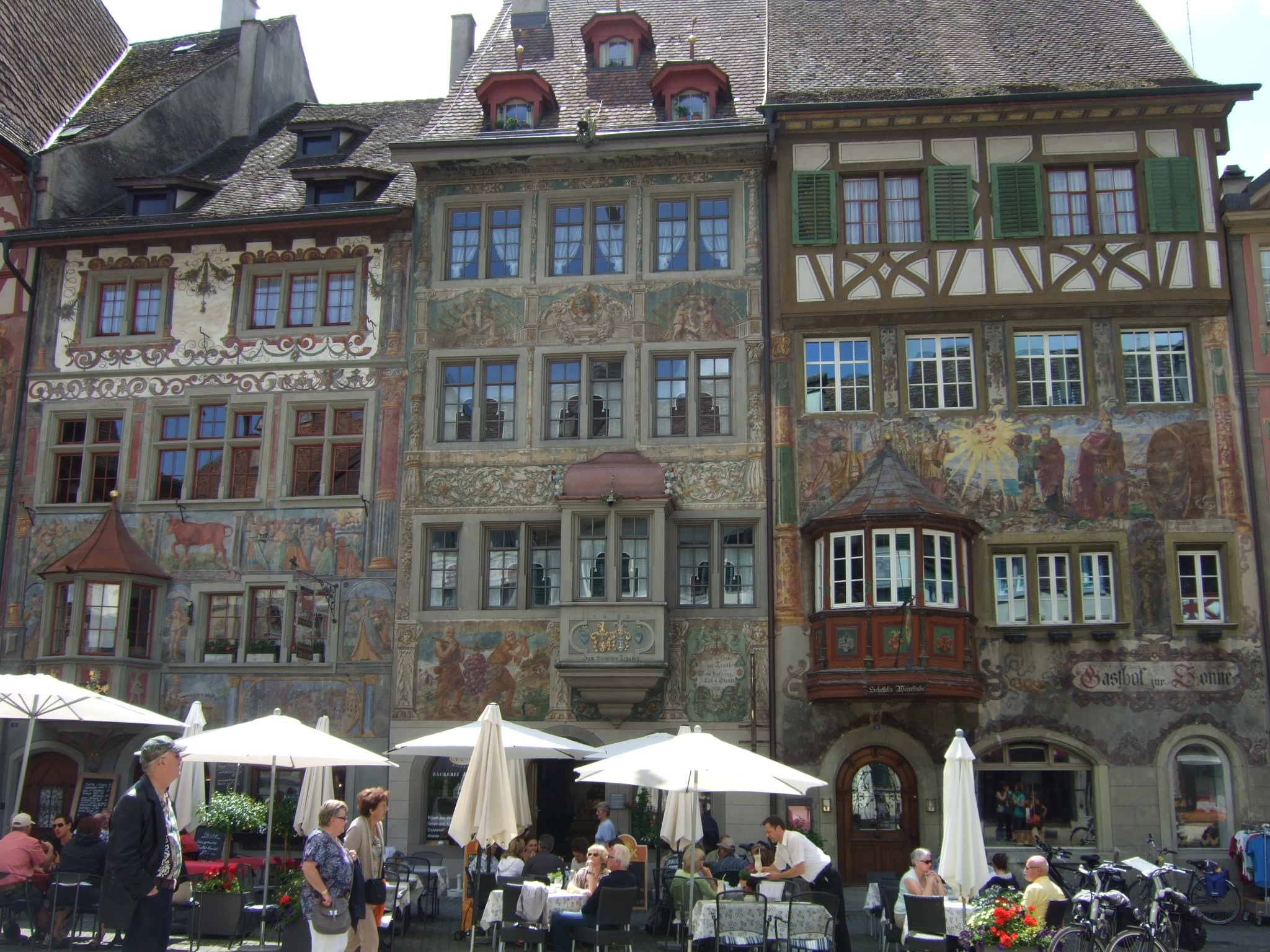
De oude binnenstad

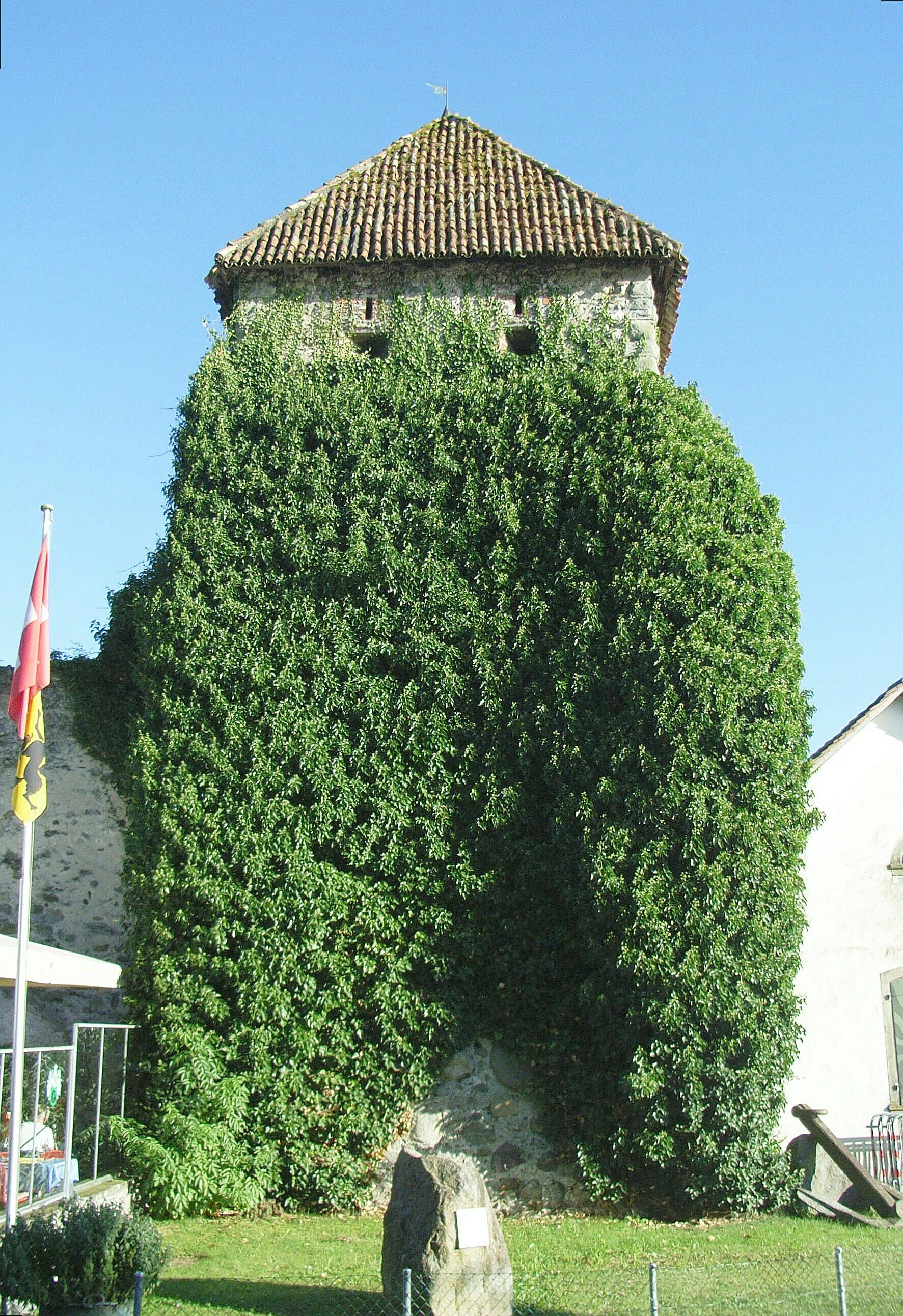
Hexenturm
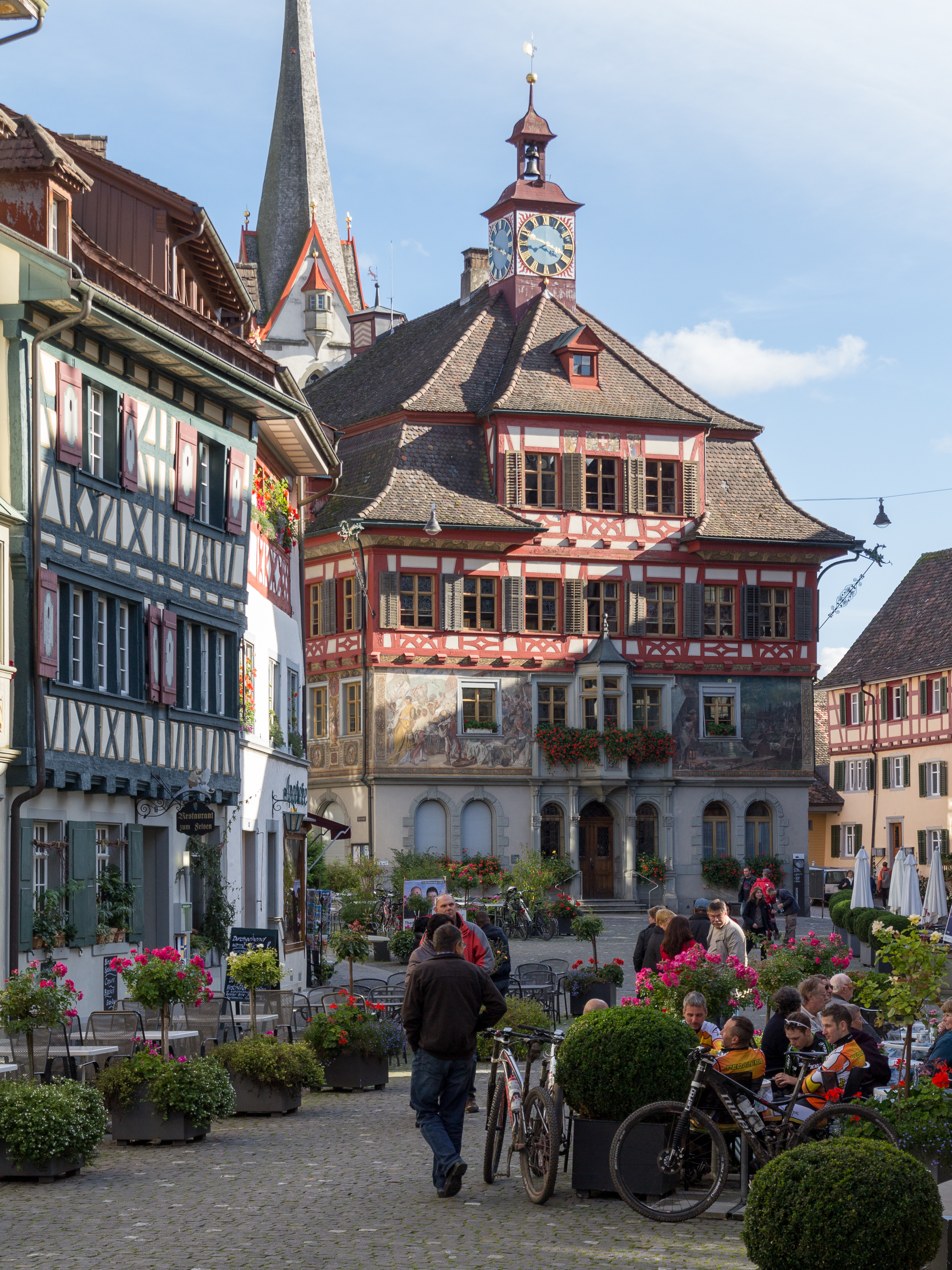
Het plein met het raadhuis
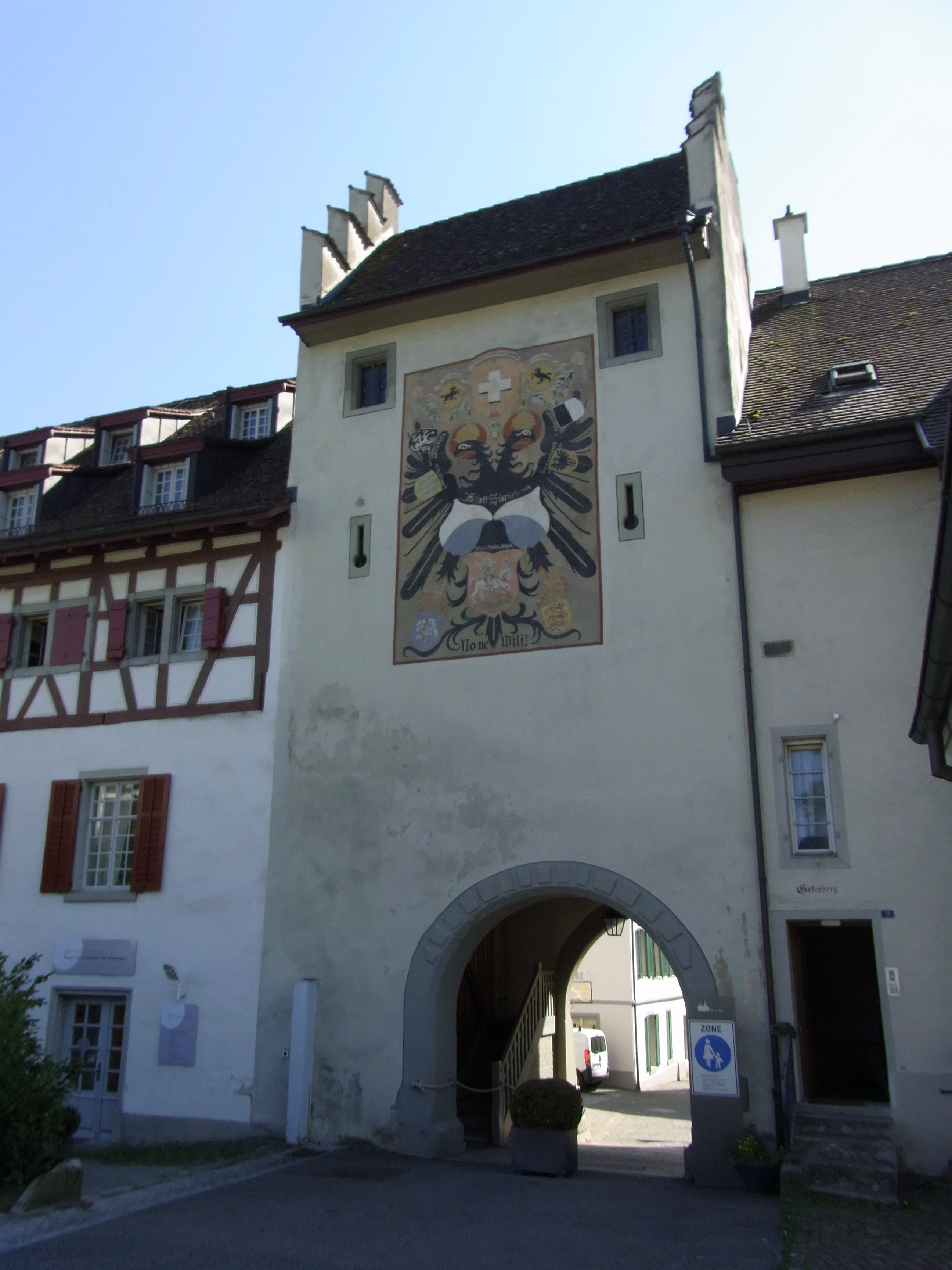
De obertor in Stein am Rhein

Bargen · Beggingen · Beringen · Buch · Buchberg · Büttenhardt · Dörflingen · Gächlingen · Hallau · Hemishofen · Lohn · Löhningen · Merishausen · Neuhausen am Rheinfall · Neunkirch · Oberhallau · Ramsen · Rüdlingen · Schaffhausen · Schleitheim · Siblingen · Stein am Rhein · Stetten · Thayngen · Trasadingen · Wilchingen
- Gemeinsame Normdatei: 4057120-8
- Historisch woordenboek van Zwitserland: 001288
- Library of Congress Control Number: nr96015510
- MusicBrainz: eb01cf93-828d-42d7-820f-2d6739b5c071
- Nationale Bibliotheek van Tsjechië: ge659288
- Nationale Bibliotheek van Israël: 987007535867805171
- Système universitaire de documentation: 154781185
- Virtual International Authority File: 157558769
- WorldCat: E39PBJg8DHrXf8mPdcxmkcdYT3